# Claudio Guerra

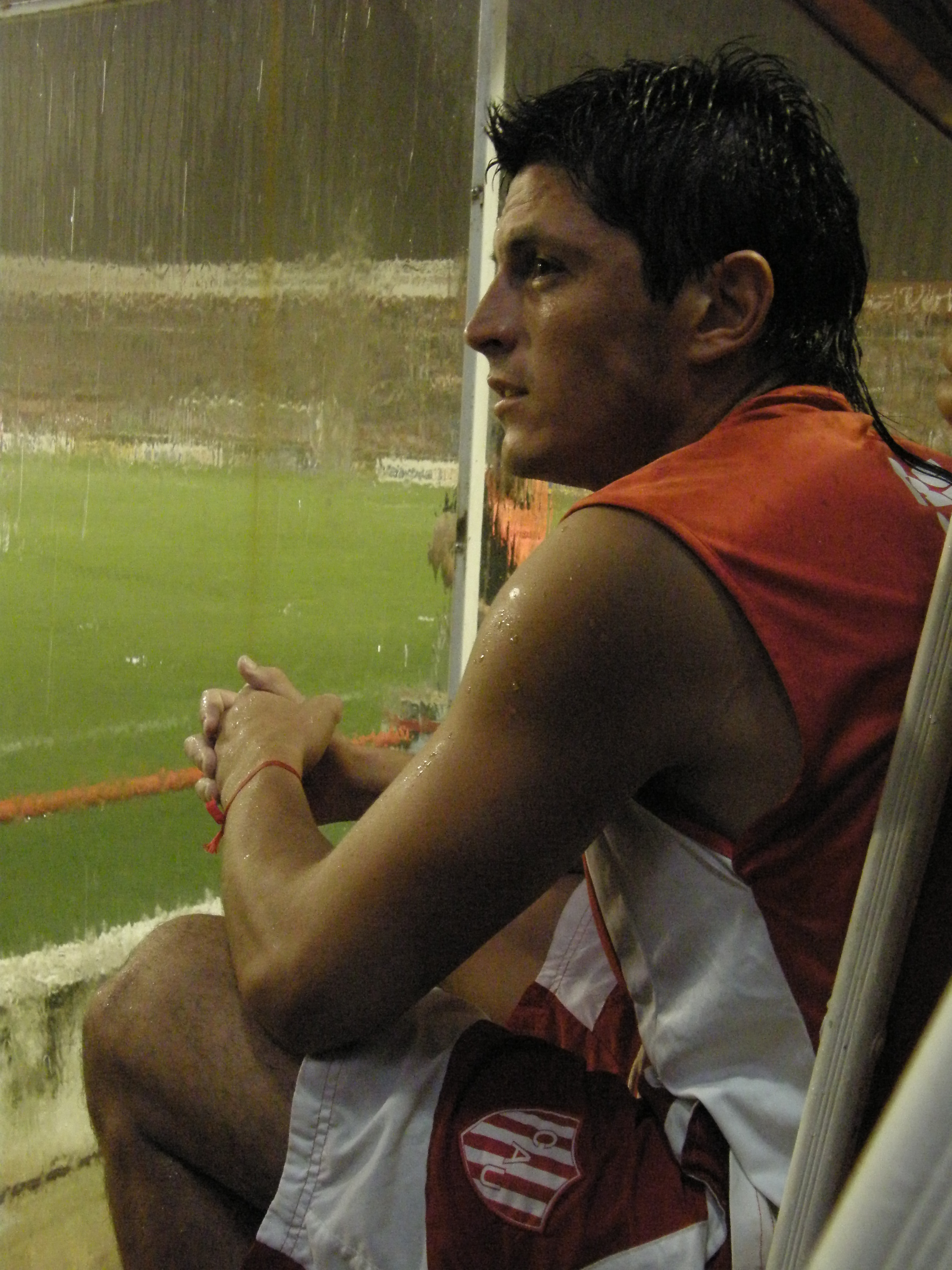
Claudio Guerra

Claudio Guerra (sinh ngày 5 tháng 9 năm 1983 ở Santa Fe, Argentina) là một cầu thủ bóng đá người Argentina hiện tại thi đấu cho Unión Santa Fe của Primera B Nacional ở Argentina.

## Đội bóng
- Huracán 2002-2005
- Defensores de Belgrano 2005-2006
- Huracán 2006-2008
- Unión de Santa Fe 2008-2010
- Universidad Católica (Quito) 2010
- Huracán 2011
- Universidad de Concepción 2011–2012
- Aldosivi 2012-2013
- Defensa y Justicia 2013-2014
- Unión Santa Fe 2014-